# Laurens Straub
Laurens Straub (* 14. Dezember 1944 in Doetinchem, Niederlande; † 19. April 2007 in Berlin) war ein niederländischer Drehbuchautor, Schauspieler, Dramaturg und Produzent.

## Leben
Laurens Straub wurde 1944 im niederländischen Doetinchem geboren. 1963 zog er nach München, um dort die Schauspielschule zu besuchen. Anschließend arbeitete er vornehmlich als Drehbuchautor, Schauspieler, Dramaturg und Produzent. Gemeinsam mit Rainer Werner Fassbinder, Wim Wenders, Volker Vogeler, Hark Bohm und vielen anderen gründete er 1970 den Filmverlag der Autoren, dessen Geschäftsführung er 1972 für fünf Jahre übernahm.
In dieser Zeit wurden mehr als 100 Filme herausgebracht. Mit Regisseuren wie Fassbinder, Herzog und Wenders und Regisseurinnen wie Elfi Mikesch trug man viel zum lang wieder herbeigesehnten internationalen Durchbruch des neuen deutschen Films bei. Gemeinsam mit Horst Schier produzierte Laurens Straub unter anderem die Filme Taxi zum Klo (1981, Regie: Frank Ripploh), Friedliche Tage (1983, Regie: Richard Blank), Ein Mann wie E.V.A. (1984, Regie: Radu Gabrea) und mit Herbert Achternbusch Rita Ritter (1984). Mit Elfi Mikesch produzierte er Ich denke oft an Hawaii (1978).
1979 gründete Laurens Straub mit Christian Friedel und Michael Pakleppa den Filmverleih Filmwelt, der neben erfolgreichen Kinder- und Familienfilmen auch die Monty-Python-Filme von George Harrisons Firma HandMade Films, Stephen Frears Mein wunderbarer Waschsalon (1985) und Filme von Neil Jordan wie Mona Lisa (1986) in die deutschen Kinos brachte.
Mitte der 1990er Jahre wurde Laurens Straub Teilhaber der Next Film Filmproduktion, die er von 1999 bis 2000 vollständig übernahm und alleine führte, danach gemeinsam mit Clementina Hegewisch. Er war als Produzent mitverantwortlich für die Filme Das Trio (1998, Regie: Hermine Huntgeburth), Fisimatenten (2000, Regie: Jochen Kuhn), Prüfstand 7 (2001, Regie: Robert Bramkamp), Führer Ex (2002, Regie: Winfried Bonengel, Buch: Ingo Hasselbach) und Max und Moritz Reloaded (2004, Regie: Thomas Frydetzki, Buch Thomas Frydetzki und Eckhart Theophil).
Neben seiner Produzententätigkeit lehrte Laurens Straub seit 1996 an der Filmakademie Baden-Württemberg und an der Universität für Musik und darstellende Kunst Wien.